# Mohamed Frikha
Mohamed Frikha (arabe : محمد فريخة), né en décembre 1963 à Sfax, est un homme d'affaires tunisien.

## Biographie

### Formation et carrière professionnelle
En 1982 à Sfax, il passe son baccalauréat en section mathématiques et obtient le prix présidentiel. Il fréquente ensuite la classe de maths sup au lycée Saint-Louis qui le prépare au concours des grandes écoles françaises. L'année suivante, il effectue sa classe de maths spé au lycée Louis-le-Grand. Il entre en 1984 à l'École polytechnique puis étudie, de 1986 à 1988, à l'École nationale supérieure des télécommunications de Paris qu'il quitte pour une année de stage long chez GSI (Général Service Informatique) en tant que consultant où il assure des missions d'expertise pour le compte du Crédit lyonnais, du Groupement des cartes bancaires, de France Télécom et de la Société générale.
Il travaille ensuite chez Alcatel France puis Alcatel Tunisie dès 1990 en tant que directeur du centre de développement et d'études télématiques. Il assure notamment la responsabilité de la ligne du produit Network Management Unit (NMU) des commutateurs X.25 d'Alcatel et participe en 1994 à la fondation de Telnet, société d'ingénierie et de conseil en technologies, dont il assure depuis la direction. En 2011, il ouvre son capital et lève quarante millions de dinars en réalisant la seule introduction à la Bourse de Tunis.
Il est par ailleurs membre de la commission de veille technologique du ministère tunisien des Télécommunications, du comité d'experts pour l'étude stratégique sur les technologies en Tunisie et du comité de réflexion sur Internet de Tunisie Télécom.
En 2012, il lance une compagnie aérienne, Syphax Airlines, afin de dynamiser la région de Sfax, premier pôle économique du pays, en la reliant à la Libye, au Maroc, à la France, à l'Italie, à la Belgique et à la Turquie. Il détient 25 % d'un capital se montant à dix millions de dinars.
En 2013, il rachète le Falcon 900 de Mohamed Sakhr El Materi dont le cout est estimé à 8,5 million de dollars.
Dans le contexte du lancement de sa carrière politique, le titre de Syphax Airlines perd la moitié de sa valeur par rapport à son introduction en bourse en avril 2013, à la suite des appels au boycott de la compagnie lancés par des citoyens tunisiens. Le 10 septembre 2014, face aux pressions des actionnaires de la compagnie, Frikha démissionne de son poste de PDG et se voit remplacé par Christian Blanc, ancien PDG d'Air France.
Le 12 septembre 2022, il est arrêté dans le cadre d'une affaire où il serait impliqué dans des réseaux d'envoi de jeunes dans des zones de conflit, à travers sa compagnie aérienne Syphax Airlines. Il est libéré dans la matinée du 22.

### Carrière politique
Le 25 août 2014, Ennahdha publie ses listes pour les élections législatives du 26 octobre, présentant Mohamed Frikha comme tête de liste dans la deuxième circonscription de Sfax en tant qu'indépendant. Il explique son choix de figurer au sein des listes du parti islamiste sur une radio locale : « Ils m'ont proposé de présider leur liste et j'ai accepté parce que je voulais servir mon pays ».
Le 22 septembre 2014, il présente également sa candidature à l'élection présidentielle du 23 novembre et démissionne de son poste de PDG de Telnet. S'il ne remporte que 0,45 % des voix à la présidentielle, il est cependant élu à l'Assemblée des représentants du peuple.